# Euhesma sybilae
Euhesma sybilae là một loài Hymenoptera trong họ Colletidae. Loài này được Exley mô tả khoa học năm 2001.

## Hình ảnh

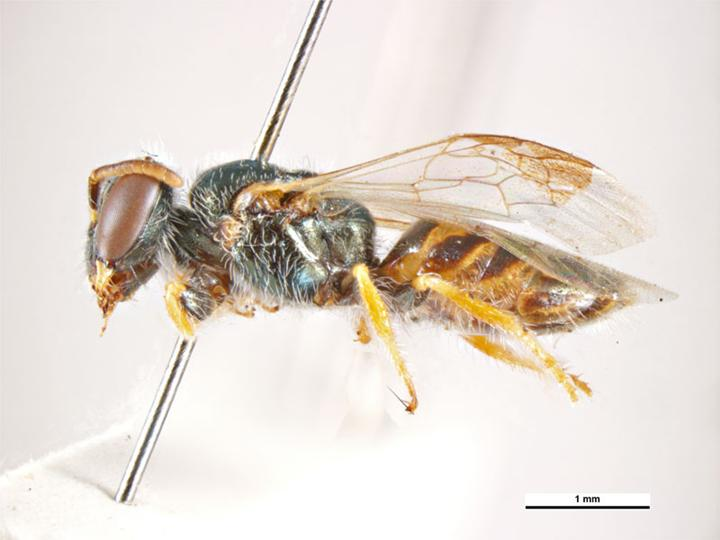